# Повстання у волості Дацзе
Повста́ння у воло́сті Дацзе́ (кит.: 大澤鄉起義; піньїнь: Dàzéxiāng qǐyì) або Повста́ння Чень Ше́на й У Гуа́на (піньїнь: Chén Shèng Wú Guǎng qǐyì) — повстання в Китаї за правління династії Цінь. Тривало протягом літа — зими 209 року до Р. Х. Очолювалося Чень Шеном і його помічником У Ґуаном. Перша в історії Китаю селянська війна. Спричинило падіння династії Цінь. Почалося з бунту 900 солдатів, набраних із селян з волості Дацзе, яких делегували захищати північні кордони держави. Виступ очолили старшини Чень Шен і У Ґуан, яким загрожувала смертна кара за запізнення на місце дислокації. Вони проголосили створення нової держави Чжанчю, де існуватиме соціальна рівність. Її ваном став Чень. Повстання швидко охопило усі провінції Китаю, проте наприкінці року закінчилося через вбивство начальників своїми підлеглими. Подальшу боротьбу проти Цінь очолили Сян Юй та Лю Бан.